# Carlos Castillo Armas
Pour les articles homonymes, voir Armas.
 (septembre 2023).
Si vous disposez d'ouvrages ou d'articles de référence ou si vous connaissez des sites web de qualité traitant du thème abordé ici, merci de compléter l'article en donnant les références utiles à sa vérifiabilité et en les liant à la section « Notes et références ».
Carlos Castillo Armas, né le 4 novembre 1914 à Santa Lucía Cotzumalguapa (Escuintla) et mort le 26 juillet 1957 à Guatemala (Guatemala), est un militaire et homme d'État guatémaltèque, président de la république de 1954 à 1957, année de son assassinat.
À l'aube du coup d'État de 1954, il est choisi par la CIA afin de diriger le Mouvement de libération nationale, une coalition politique d'extrême droite regroupant des politiciens municipaux, des bureaucrates, des planteurs de café et des militaires ayant tous pour point commun d'être opposés aux réformes agraires de la Révolution guatémaltèque (en). Son régime autoritaire mis en place par les États-Unis est étroitement lié à ces derniers.  

## Biographie

### Carrière et coup d'État
Originaire de Santa Lucía Cotzumalguapa dans l'Escuintla, Carlos Castillo Armas fait ses études militaires à l'académie militaire du Guatemala, il devient un protégé du colonel Francisco Javier Arana (en). Après être devenu colonel, il devient directeur de l'académie militaire en 1947. Castillo Armas et Arana sont des opposants au gouvernement de Juan José Arévalo ; après le coup d'État manqué d'Arana en 1949, Castillo Armas s'exile au Honduras,. 
Désireuse de voir le gouvernement apparemment communiste de Jacobo Árbenz Guzmán tomber, la Central Intelligence Agency (CIA), sous les commandes du gouvernement des États-Unis, lance l'opération PBSUCCESS qui place Castillo Armas à la tête d'une petite armée de rebelles chargée de renverser le gouvernement en place, dénommée l'« Armée de libération »,. Lancée le 18 juin 1954, l'offensive des rebelles se solde rapidement par un échec : trop lents et non soutenus par la population, ils sont mis en déroute. Seulement, la peur d'une intervention directe des États-Unis conduit à la démission du président Árbenz le 27 juin. 

### Prise du pouvoir
Lorsque les militaires s'emparent du pouvoir, la Constitution de 1945 est rapidement brisée, tout comme le pacte de transition du commandement conclu entre Jacobo Árbenz Guzmán et le chef de l'armée guatémaltèque Carlos Enrique Díaz de León, qui ne dirige le pays que durant une journée. Il est rapidement remplacé par une deuxième junte militaire dirigée par Elfego Hernán Monzón Aguirre. 
Pendant ce temps, Carlos Castillo Armas se trouve au Salvador et espère entrer triomphalement au pays. Cette entrée triomphale de l'Armée de libération dans la capitale constitue d'ailleurs le point de rupture entre le dirigeant de l'armée rebelle et la nouvelle junte gouvernementale, dirigée par Elfego Monzón. Ce dernier, bien qu'également un fervent anticommuniste, avait maintenu une certaine loyauté pour l'institution militaire. Le diplomate américain John Peurifoy se rend donc à San Salvador pour rencontrer le chef rebelle Castillo Armas, qui manifeste sa volonté d'être investi de larges pouvoirs personnalisés lors de son retour au pays.
Il est finalement convenu que Castillo Armas puisse assumer la présidence de manière intérimaire et reçoive un cabinet gouvernemental composé d'avocats, d'hommes d'affaires et de militaires. Son autorité et celle du parti issu de l'Armée de libération, le Mouvement de libération nationale (MLN), seront reconnues implicitement par la junte gouvernementale en place, pour autant qu'il s'engage à combattre à mort le communisme. Victorieux, le 3 juillet 1954, il est reçu à Guatemala à la tête de l'Armée de libération avec les honneurs qu'il avait lui-même revendiqués.
Le 10 octobre 1954, Castillo Armas consolide son pouvoir lors d'un plébiscite dans laquelle il est le seul candidat, les autres partis ayant été écartés. Il gagne alors officiellement 99 % des suffrages,. 

### Présidence
Inquiet de ne pas avoir le soutien de la population, Castillo Armas tente de faire emprisonner les dissidents et les qualifie de communistes. Alors que les États-Unis sortent tout juste du maccarthysme, le Guatemala tombe dedans : Castillo Armas crée un comité de défense contre le communisme, doté de forts pouvoirs d'arrestation, de détention et d'expulsion, 10 % de la population adulte figure sur la liste des communistes présumés de ce comité. Les premières actions du gouvernement de Castillo Armas sont notamment l'interdiction et la persécution de tous les partis politiques de gauche – notamment le Parti guatémaltèque du travail –, syndicats, organisations paysannes et associations de gauche. Il suspend également les programmes favorables aux peuples indigènes et à la classe ouvrière, impose une censure sévère et dissout le Congrès. Plusieurs intellectuels de gauche, persécutés par le gouvernement, sont contraints de se réfugier à l'ambassade du Mexique avant de s'exiler, y compris le président déchu Árbenz Guzmán.
Castillo Armas ordonne également que les fonds du ministère de l'Éducation soient gelés et tous les livres considérés « communistes » interdits. Des hostilités commencent même contre l'Université de San Carlos, qui devient la principale force d'opposition et un moyen de dénoncer les abus du gouvernement et l'invasion américaine. 
Aussi, le gouvernement nomme comme chef des forces de sécurité, José Bernabé Linares, soit le chef de la police secrète à l'époque du dictateur Jorge Ubico, président du pays de 1931 à 1944. Il avait la réputation de torturer ses prisonniers avec des bains d'électrochocs et était très impopulaire. Les apparences du régime avec une dictature sont de plus en plus évidentes.
Au niveau politique, Castillo Armas abroge la Constitution de 1945 et la loi de réforme agraire, annulant ainsi la distribution des terres aux paysans pour restituer toutes les terres déjà distribuées aux propriétaires fonciers du pays et à l'United Fruit Company (UFCO). Il supprime également le droit de vote de tous les analphabètes, qui constituent les deux tiers de la population du pays. Ce changement dans le corps électoral l'aide grandement pour les élections en évinçant la plupart des paysans du vote.
Lorsque son gouvernement accepte de fusionner l'armée nationale avec l'Armée de libération, l'institution armée s'indigne, accusée par la société civile d'être « traître » et « lâche ». En conséquence, à l'aube du 2 août 1954, la Compagnie des Cadets gentils de l'École militaire se révolte contre le gouvernement afin de récupérer la dignité de l'institution.

#### Le soulèvement du 2 août 1954
Ce soulèvement constitue le premier problème politique d'envergure rencontré par le gouvernement de Castillo Armas. Après avoir marché triomphalement pour célébrer la victoire, les troupes de l'Armée de libération parcourent les rues principales de la ville de Guatemala, remettent leurs armes et vont dormir dans un hôpital en construction où ils sont cantonnés.
Insultés par les mercenaires du MLN lors de l'accueil de Castillo Armas à l'aéroport La Aurora, les cadets prennent les armes et profitent de l'obscurité pour les attaquer, les faire marcher les mains levées et les faire monter dans un train où ils sont renvoyés dans l'est du pays, vers Zacapa. Ils démontrent ainsi la faiblesse de l’Armée de libération et la passivité de l'armée régulière lors de l’invasion. Averti de la situation, le colonel Castillo Armas arrive à Guatemala puis est capturé au Palais national.
Bien que restés maîtres de la situation, les cadets se voient contraints de déposer les armes et de libérer Castillo Armas après une rencontre avec l'archevêque du Guatemala Mariano Rossell y Arellano et l'ambassadeur américain John Peurifoy où ce dernier indique qu'aucun soulèvement ne serait toléré et que s'ils persistaient dans leurs intentions, il ordonnerait à la marine américaine de procéder à une invasion du Guatemala.
Ce soulèvement fait, finalement, de nombreux morts et blessés dans chaque camp puis entraîne la fermeture temporaire de l'École militaire. Un nombre notable de cadets sont envoyés étudier à l'étranger, bénéficiant de bourses pour poursuivre leurs études dans d'autres domaines que militaires. Le campus d'études militaires est finalement rouvert en 1955, sous la direction du colonel Carlos Arana Osorio.

#### Suppression de la réforme agraire
La réforme agraire instaurée par Jacobo Árbenz Guzmán (décret 900) est abrogée sous prétexte d'inconstitutionnalité. Le 19 juillet 1954, l'État récupère les terres des fermes nationales qui avaient été distribuées et le 26 du même mois, il annule le décret 900 en le remplaçant par un nouveau statut agraire. À cette occasion, la propriété de 78 % des parcelles est révoquée afin de les restituer à leurs anciens propriétaires. La compagnie américaine United Fruit Company en bénéficie et récupère non seulement les terres dont elle avait été expropriée mais également des dizaines de milliers d'hectares de terres en friche qui avaient été distribués aux paysans,.  
Dans les départements les plus touchés, comme Alta Verapaz, Escuintla, Izabal, Baja Verapaz, Chimaltenango, San Marcos et une partie de Quiché, des actes de violence systématiques sont recensés, comme des expulsions et des cas de persécution de paysans agraires. Plusieurs des milliers de paysans qui tentent de rester sur les terres qu’ils ont reçues d’Árbenz sont arrêtés par la police. Dans la conception du nouveau régime, la réforme agraire est synonyme de communisme et les bénéficiaires de la loi sont considérés communistes, permettant ainsi l'arrestation de nombre d'entre eux, malgré l'absence de preuve à cet effet. Les décrets de Castillo Armas autorisent par ailleurs les propriétaires fonciers à demander la restitution des terres saisies « illégalement » après ces arrestations. 
Les paysans se souviennent également que c'est à partir de ce moment qu'est réactivé l'ancien modèle de colonie féodale, imposé à l'époque de Justo Rufino Barrios avec sa réglementation sur les journaliers et perfectionné sous le gouvernement de Jorge Ubico avec ses lois garantissant la disponibilité d'une main-d'œuvre presque gratuite pour les plantations de café. 
Quant à lui, le Parti guatémaltèque du travail commence à s'établir dans la clandestinité et s'impose dans l'opposition malgré l'anticommunisme du régime.

#### Gestion des autres réformes antérieures
Le gouvernement d'Árbenz Guzmán laisse en héritage d'autres réformes qui, elles, ne seront pas annulées par le gouvernement de Castillo Armas, soit : 
- La construction d'une route vers l'Atlantique, prévue pour concurrencer le monopole ferroviaire des Chemins de fer internationaux d'Amérique centrale, une filiale de l'UFCO.
- La construction du port de Santo Tomás de Castilla, prévue pour concurrencer le monopole du port de Puerto Barrios, également propriété de l'UFCO.
- La planification de la centrale hydroélectrique Jurún Marinalá, prévue pour concurrencer la Compagnie électrique de l'époque, qui appartient également à des capitaux nord-américains.

Castillo Armas a dû terminer la route vers l'Atlantique vu l'importance qu'elle représentait pour l'économie du pays. Une fois la route terminée en 1959, le souhait d'Árbenz se réalise : le chemin de fer de l'UFCO faillit à concurrencer le transport par camion. Castillo Armas poursuit également les travaux de planification du port de Santo Tomás et de la centrale hydroélectrique Jurún Marinalá, qui est achevée et inaugurée en 1970. Le port n'est construit qu'après le tremblement de terre de 1976, mais à ce moment-là, l'UFCO et sa successeure, Chiquita Brands International, ont déjà perdu beaucoup de leur pouvoir et influence sur le gouvernement des États-Unis. 

#### Administration de la justice
Dès son arrivée au pouvoir, le régime de Castillo Armas nomme une nouvelle Cour suprême de justice et a entamé une période de persécution politique intense contre les dirigeants communistes, les intellectuels et les suspects de tout acabit. Les droits acquis lors de la révolution de 1944 sont annulés. L'ensemble des lois anticommunistes est complété plus tard, lorsque l'article 6 transitoire de la Constitution de 1956 autorise le chef de l'Exécutif à expatrier ou à empêcher l'entrée au pays, pendant cinq ans, des communistes qui ont demandé l'asile ou qui s'étaient exilés du Guatemala pour des raisons politiques.

#### Instauration du maccarthysme
Une fois au pouvoir, le gouvernement libérationniste tente d'obtenir avec hâte la documentation inhérente à d'éventuelles instructions spéciales qui auraient été accordées au cours des « deux gouvernements précédents » afin de faciliter les déplacements des hommes politiques et des communistes, ceci visant à se conformer aux requêtes américaines de prouver rapidement que le régime renversé était communiste. La CIA cherche alors à tout prix à documenter et dénoncer la « conspiration communiste » au Guatemala. Elle y envoie par ailleurs plusieurs de ses agents afin de former une force de sécurité locale appliquant les principes et pratiques du maccarthysme, déjà utilisées aux États-Unis. 
Alors que les principaux dirigeants du gouvernement d'Árbenz s'exilaient, la CIA, préoccupée par le danger que pouvaient représenter ces exilés dispersés sur le continent, fait appel à des diplomates libérationnistes qui s'assuraient de la tenir informée de tout développement les concernant. Leurs fonctions sont facilitées à la fois par les liens étroits avec les services de renseignement locaux ainsi que par les sommes d’argent discrètement investies dans les journalistes qui diffusent des « nouvelles » visant à faire l’éloge du nouveau régime guatémaltèque. 
D'autres secteurs sont également persécutés, notamment ceux composés par les sympathisants et collaborateurs du gouvernement précédent. Nombre de mesures sont prises à leur égard : 
- Décret 5 : confiscation des avoirs et gel des comptes bancaires et des dépôts attribués à l'État.
- Décret 27 : suspension des rangs des enseignants et habilitation des gouverneurs départementaux de procéder à leur nomination et révocation, ceci entraînant entre août 1954 et avril 1955, le licenciement de 2 236 enseignants.
- Décret 48 : dissolution des organisations politiques, syndicales et culturelles accusées de liens avec le communisme, après quoi le Parti guatémaltèque du travail a été déclaré illégal, le 28 juin de la même année.
- D'autres agences d'État sont également visées : fin 1954, quelque 15 000 travailleurs de la Direction des travaux publics et de la Direction générale des routes subissent le même sort en raison de leur adhésion au syndicat.
- Il est estimé que 533 organisations syndicales ont été fermées et que leur nombre d'adhérents est passé de 100 000, avant 1954, à 27 000 personnes.

### Assassinat
Le 26 juillet 1957, Castillo Armas est abattu par l'un des membres de sa garde présidentielle dans l'enceinte du palais présidentiel (en). Le tireur, Romeo Vásquez Sánchez, âgé de 24 ans, est un présumé sympathisant de gauche originaire de Mazatenango. Il se suicide quelques minutes après son acte et on ne sait toujours pas s'il a agi de son propre chef ou s'il faisait partie d'une conspiration plus vaste. Son vice-président Luis Arturo González López lui succède pendant deux mois.  

## Surnom
Il portait le surnom péjoratif de Cara de hacha (« face de hache »).